# Радиоизотоп у траговима
Радиоизотоп у траговима је радиозиотоп који се јавља природно у количини у траговима (тј. екстремно малим количинама). Генерално говорећи, радиоизотопи у траговима имају полуживоте који су кратки при поређењу са старошћу Земље, пошто примордијални нуклиди имају тенденцију да се јављају у већим а не у количинама у траговима. Радиоизотопи у траговима су стога присутни само зато што су континуирано произвођени на Земљи природним процесима. Природни процеси који производе радиоизотопе укључују бомбардовање стабилних нуклида космичким зракама, обични алфа и бета распад дугоживећих тешких нуклида, торијум-232, уранијум-238 и уранијум-235, спонтану фисију уранијума-238 и реакције нуклеарне трансмутације индуковане природном радиоактивношћу као што је производња плутонијума-239 и уранијума-236 од неутронског захвата природног уранијума.

## Елементи
Елементи који се стварају само од распада су дати у табели испод.
| Име елемента  | С  |
| ------------- | -- |
| Технецијум    | Tc |
| Прометијум    | Pm |
| Полонијум     | Po |
| Астат         | At |
| Радон         | Rn |
| Францијум     | Fr |
| Радијум       | Ra |
| Актинијум     | Ac |
| Протактинијум | Pa |
| Нептунијум    | Np |
| Плутонијум    | Pu |

Изотопи других елемената:
- Трицијум
- Берилијум-7
- Берилијум-10
- Угљеник-14
- Флуор-18
- Натријум-22
- Натријум-24
- Магнезијум-28
- Силицијум-31
- Силицијум-32
- Фосфор-32
- Сумпор-35
- Сумпор-38
- Хлор-34m
- Хлор-36
- Хлор-38
- Хлор-39
- Аргон-39
- Аргон-42
- Калцијум-41
- Гвожђе-60